# Drew Seeley
Andrew Michael Edgar Seeley (mer känd som Drew Seeley), född 30 april 1982 i Ottawa, Ontario, Kanada, är en kanadensisk artist och skådespelare.
Seeley har spelat in ett stort antal låtar åt The Walt Disney Company. Han är mest känd för sångrösten bakom Zac Efrons karaktär Troy i den första High School Musical-filmen. I filmen blandar man hans och Efrons röster, då karaktären sjunger.

## Filmografi
Drew Seeley har också spelat in en film med Selena Gomez där han spelade Joey Parker i filmen Another Cinderella Story
- 2013 - Lovestruck - Ryan
- 2009 - The Shortcut - Derek
- 2008 - Soulmates
- 2008 - Another cindrella story - Joey Parker (tillsammans med Selena Gomez)
- 2007 - Claire - Bobby
- 2006 - Complete Guide to Guys - Agent Leopold
- 2006 - Christopher Brennan Saves the World - Tom Hartwell
- 2006 - High School Musical - Troy Bolton (okrediterad/sångare)
- 2005 - Campus Confidential - Logan
- 2005 - The Suite Life of Zack and Cody - Jeffery (1 avsnitt)
- 2005 - Locusts - Willy
- 2004 - Stuck in the Suburbs - David
- 2003/04 - One Tree Hill - Johnny 'Vegas' Norris (2 avsnitt)
- 2002 - Dawson's Creek - Male (1 avsnitt)
- 2000 - The Guiding Light - Andrew (3 avsnitt)
- 1999 - Camp Tanglefoot: It All Adds Up - Tommy